# Thracia morrisoni
Thracia morrisoni är en musselart som beskrevs av R. E. Petit 1964. Thracia morrisoni ingår i släktet Thracia och familjen Thraciidae. Inga underarter finns listade i Catalogue of Life.